# Callipallene ersei
Callipallene ersei är en havsspindelart som beskrevs av Bamber, R.N. 1997. Callipallene ersei ingår i släktet Callipallene och familjen Callipallenidae. Inga underarter finns listade.